# Burrillia decipiens
Burrillia decipiens är en svampart som först beskrevs av Georg Winter och fick sitt nu gällande namn av George Perkins Clinton 1902. 
Burrillia decipiens ingår i släktet Burrillia och familjen Doassansiaceae.   Inga underarter finns listade i Catalogue of Life.